# Rathaus (Pfaffenhausen)

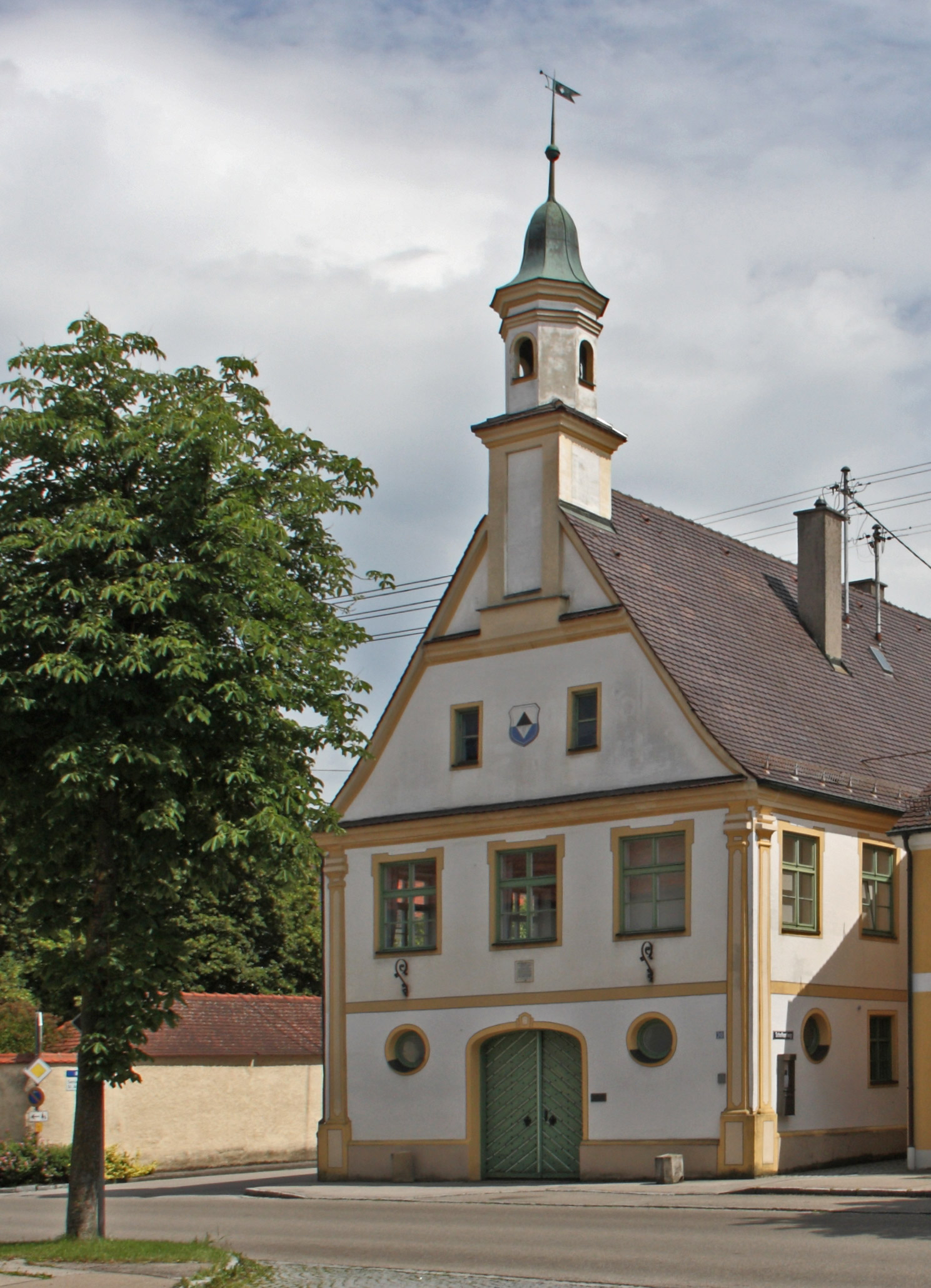
Pfaffenhausen Altes Rathaus NW

Das Rathaus im oberschwäbischen Pfaffenhausen, einer Marktgemeinde im Landkreis Unterallgäu im bayerischen Regierungsbezirk Schwaben, ist ein unter Denkmalschutz stehendes Rathaus aus dem 18. Jahrhundert.

## Lage
Das ehemalige Rathaus, jetzt als „Heimathaus“ der Freunde Pfaffenhausens genutzt, liegt inmitten des Ortes an der Hauptstraße (Bundesstraße 16), der Verbindungsstraße in die Kreisstadt Mindelheim und das Oberzentrum Memmingen, bzw. nach Krumbach (Schwaben).

## Geschichte
Der Ort wird bereits seit 1360 als Markt genannt. Wegen Baufälligkeit des an einer Säule 1599 datierten Vorgängerbaues wurde im 18. Jahrhundert ein Neubau ins Auge gefasst. Der einheimische Maurermeister Ulrich Fendt machte 1756 einen Riss zu einem Neubau. Dieser wurde 1758 ausgeführt. Nach einer Bauinschrift waren neben Fendt auch Maurermeister Anton Klemmer und der Zimmermeister Simon Schmid an dem Bau beteiligt. Früher besaß das Haus einen sogenannten Pranger in Form eines kleinen Rundbalkons an der Nordwestecke des ersten Stockes. Dieser wurde im 19. Jahrhundert abgebrochen. Die Fassade wurde 1964 renoviert.

## Baubeschreibung
Das zweistöckige Satteldachhaus besitzt drei zu vier Achsen. Die Hauptfassade ist die nördliche Giebelseite. Toskanische Pilaster mit kleinen Gebälkstücke befinden sich an ihren Ecken sowie in der Mitte und neben der Ecken der Längsseiten. Des Weiteren besitzt das Haus profilierte Traufgesims und ein Giebelsohlgesims. Im Erdgeschoss befinden sich zwei Ovalfenster. In der Mitte der Hauptfassade befindet sich ein großes Korbbogentor. Die beiden Türflügel sind aufgedoppelt und mit Beschlägen versehen. Am Nordgiebel befindet sich ein Rand- und profiliertes Zwischengesims. In seinem Untergeschoss sind zwei schmale Fenster, vor dem Obergeschoss gleich einer Vorlage der quadratische Unterbau des Turmes mit einer Rechteckblende und profiliertem Schlussgesims. Das Turm Oberteil ist als Oktogon gestaltet und besitzt Rundbogenöffnungen an den Hauptseiten. Er besitzt ein derbes Gebälk und eine blechgedeckte, glockenförmige Haube. Die Südseite ist lediglich mit Eckpilastern geschmückt.
Die erneuerte Fassadenmalerei ist in Okkergelb auf weißem Grund gehalten. Die Rahmen um die Obergeschossfenster sind geohrt. Des Weiteren besitzen die Ovalfenster und das Tor ähnlichen Rahmenschmuck. An den Pilastern befinden sich schlichte dekorative Bemalungen. Zwischen den Geschossen sind Gurtgesimse zu sehen. Über dem Nordeingang befindet sich eine Solnhofer Platte mit einer Bauinschrift ERBAVET / IM IAHR DES HEREN / MDCCLVIII / Durch Chaspar Höcht und / Joseph Vogt bede burgerr / Maister dan von Ulrich findt / und Antoni Clemmer Maurer- / Maister sambt simon schmid / Zimer Maister alle von hier / OAMDG.

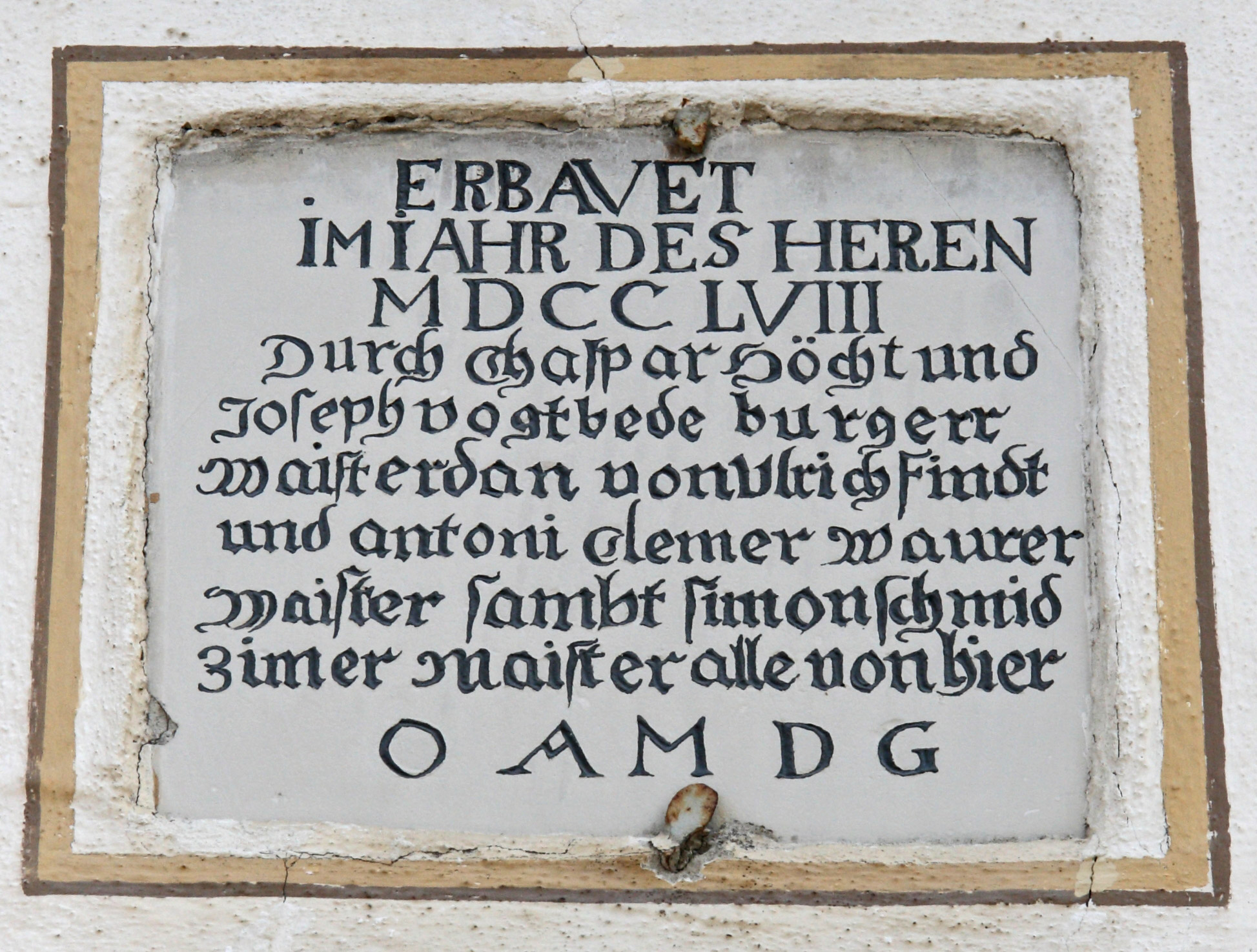
Pfaffenhausen Altes Rathaus Tafel

Im Zimmer des Bürgermeisters befindet sich ein Porträt von Johann Ludwig Rößle, Regens des Priesterseminares und Pfarrer von Hasberg aus der Zeit um 1800 in einem klassizistischen Rahmen.